# Fletch
Fletch är en amerikansk komedifilm från 1985 som handlar om den undersökande nyhetsreportern Irwin Fletcher (Chevy Chase) som skriver artiklar under namnet Jane Doe. Filmen baserades på Gregory Mcdonalds populära romaner och manuset till filmen författades av Andrew Bergman. Filmen regisserades av Michael Ritchie och gavs ut av Universal Pictures 1985. Det var en av tre filmer som Chevy Chase hade huvudrollen i under det året – de två andra var Spioner är vi allihopa och Ett päron till farsa på semester i Europa – och tillsammans spelade de in över 155 miljoner USD.
Fletch hade premiär 13 maj 1985 i USA. Den hade Sverigepremiär 13 september och visades i Finland 18 oktober.

## Handling
Filmen startar med en av Fletchs många, ofta humoristiska, monologer. Droghandeln är Fletchs senaste scoop och en dag när han efterforskar under täckmantel som "strandvandrare" blir han kontaktad av en välvårdad man vid namn Alan Stanwyk (Tim Matheson). Stanwyk förklarar att han vill att Fletch ska mörda honom på grund av sin obotliga cancer – på det sättet kommer hans familj få ut hans livförsäkring. Ovetandes om att Fletch är en journalist under täckmantel anser Stanwyk att Fletch är den perfekte mannen för jobbet eftersom han är en enstöring och kan enkelt försvinna efter mordet. När Fletch erbjuds en ansenlig summa pengar går han med på att mörda Stanwyk, dock misstänksam om Stanwyks motiv. Fletch börjar gräva och avslöjar en story mycket större än sitt scoop om småhandeln med droger. Han avslöjar den häpnadsväckande sanningen om Stanwyk och att en elak polischef (Jon Don Baker) ligger bakom droghandeln på Los Angeles stränder.

## Rollista (i urval)
- Chevy Chase – Irwin M. "Fletch" Fletcher
- Joe Don Baker – Polischef Jerry Karlin
- Dana Wheeler-Nicholson – Gail Stanwyk
- Richard Libertini – Frank Walker
- Tim Matheson – Alan Stanwyk
- M. Emmet Walsh – Dr. Joseph Dolan
- George Wendt – Fat Sam
- Kenneth Mars – Stanton Boyd
- Geena Davis – Larry